# Orthosia cana
Orthosia cana là một loài bướm đêm trong họ Noctuidae.